# Aaron North
Aaron Wright North (22 marzo 1979) è un chitarrista statunitense.
È stato il chitarrista dei Nine Inch Nails dal 2005 al 2007.

## Influenze
È il punk-rock che gli fa venire voglia di dedicarsi alla musica. Prima di scoprirlo, la musica gli sembra troppo difficile e tecnica.

## Carriera musicale
Aaron North comincia a suonare la chitarra a 14 anni. Durante l'adolescenza è membro di gruppi punk-hardcore poco importanti, fino ad approdare ai The Icarus Line nel 1996.

### The Icarus Line: 1996-2004
Nel 2002, Aaron, dopo un concerto dei The Icarus Line all'Hardrock Cafe di Austin, ha "liberato" una chitarra che apparteneva a Stevie Ray Vaughan, spaccando con l'asta del suo microfono la vetrina che la proteggeva, afferrandola e cercando di collegarla all'amplificatore, prima che i servizi di sicurezza lo bloccassero rapidamente.